# Allium caspium
Allium caspium là một loài thực vật có hoa trong họ Amaryllidaceae. Loài này được (Pall.) M.Bieb. mô tả khoa học đầu tiên năm 1808.